# La Vendetta...
La Vendetta... är det sjunde studioalbumet av det amerikanska punkrockbandet Adolescents, släppt den 11 juli 2014. Albumet är bandets enda med gitarristen Leroy Merlin.

## Låtlista
All text av Tony Reflex. All musik av Steve Soto, där inget annat anges.
1. "Monolith at the Mountlake Terrace" - 1:19
2. "A Dish Best Served Cold" - 2:18
3. "Bulletproof" - 2:06
4. "Double Down - 2:35
5. "Fukushima Lemon Twist" - 1:36
6. "The Last Laugh" - 2:39
7. "30 Seconds to Malibu" (Dan Root) - 2:24
8. "Silent Water" - 2:44
9. "Talking to Myself" - 2:44
10. "Formula 13" - 1:40
11. "Rinse Cycle" - 2:29
12. "Richochet Heart" - 1:54
13. "Nothing Left to Say" (Soto, Root) - 2:25
14. "Sludge" - 2:51
15. "Sanctuary & the High Cost of Misery" - 1:50
16. "Let It Go" - 2:14

## Musiker
- Tony Reflex - sång
- Steve Soto - bas, bakgrundssång
- Dan Root - gitarr, bakgrundssång
- Leroy Merlin - gitarr
- Mike Cambra - trummor